# Кінешма
Кінешма (рос. Кинешма) — місто в Івановській області Росії.
Розташовано на правому березі річки Волга (Горьковське водосховище), за 400 км на північний схід від Москви, за 100 км від міста Іваново.

## Назва
Скоріш за все назва походить з фіно-угорських мов, а саме від протофінопермського кореня *känз, слова з яким і нині зустрічаються у марійських мовах. Приміром, марійське слово кинє (лукомар. кыне) перекладається як конопля.

## Історія

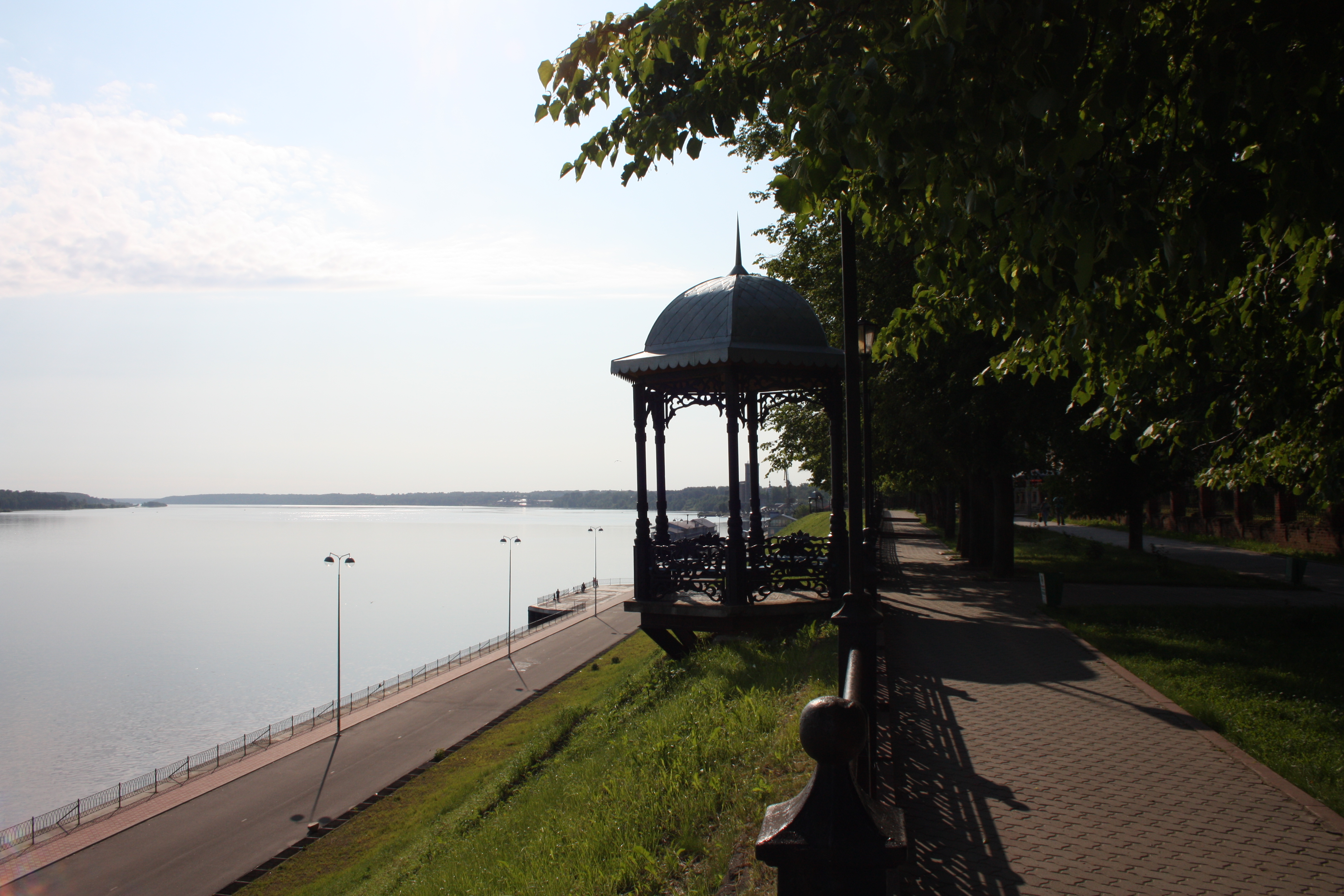
Кінешма, Волзький бульвар

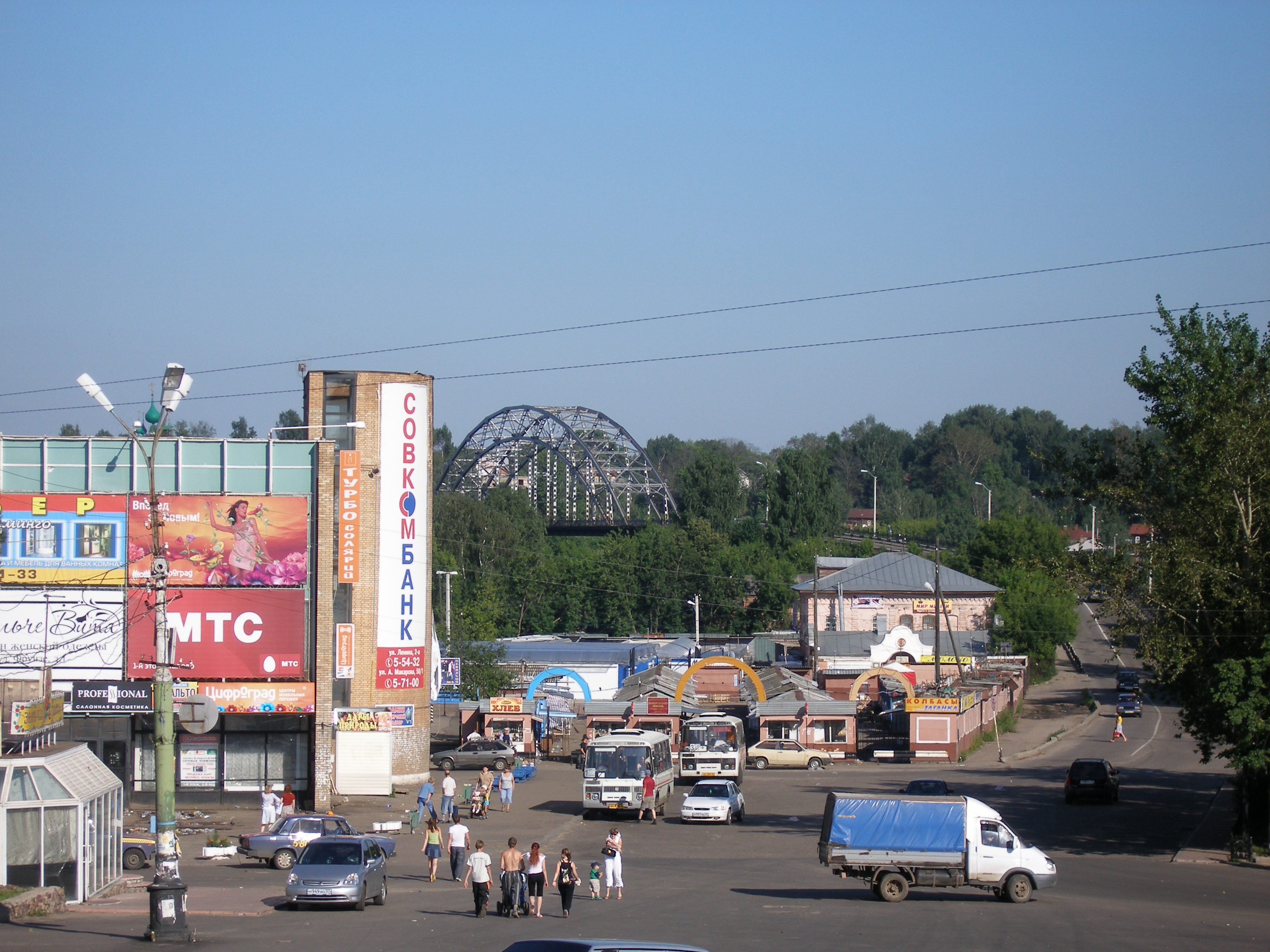
Кінешма, у центрі міста

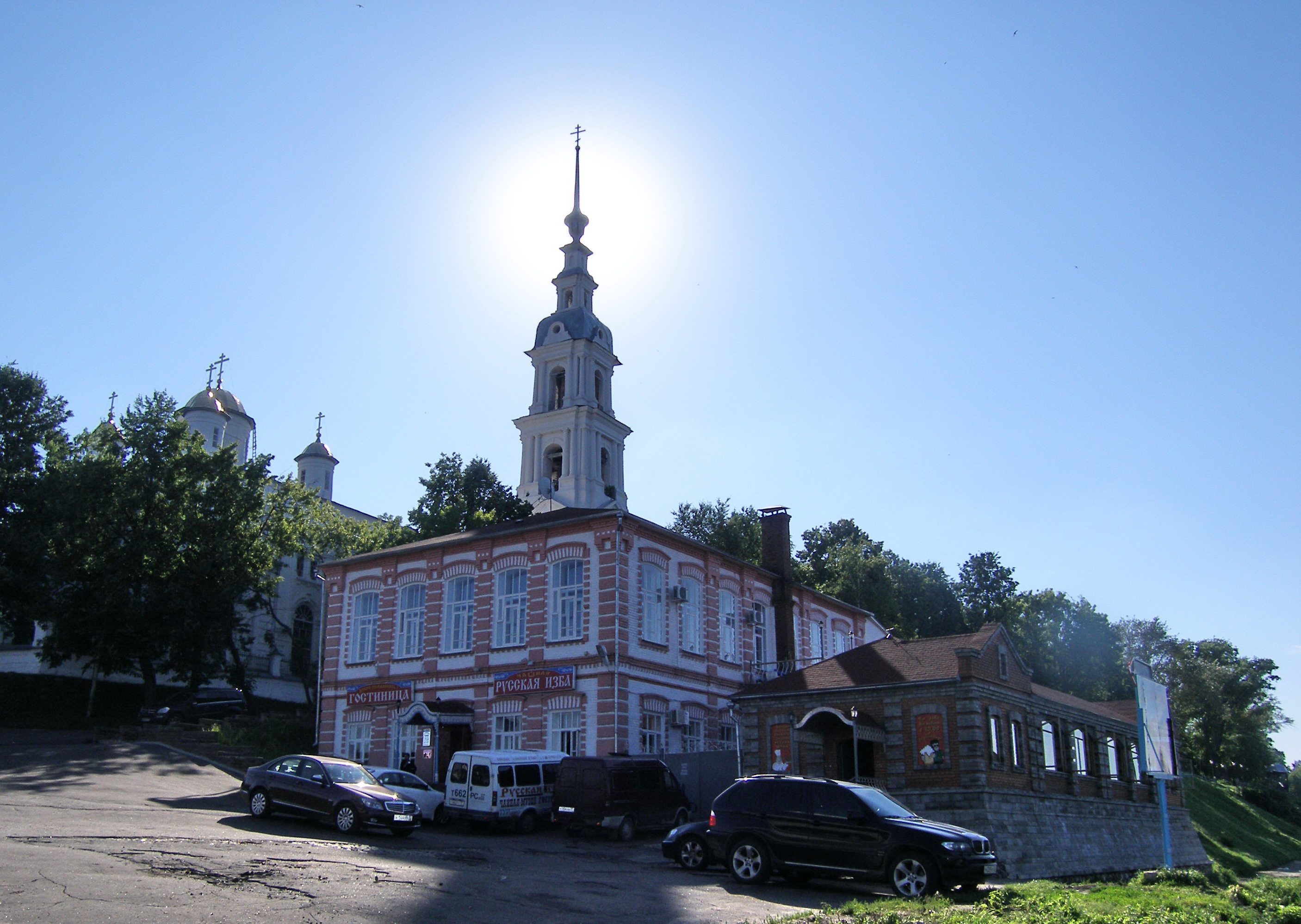
Кінешма, собор

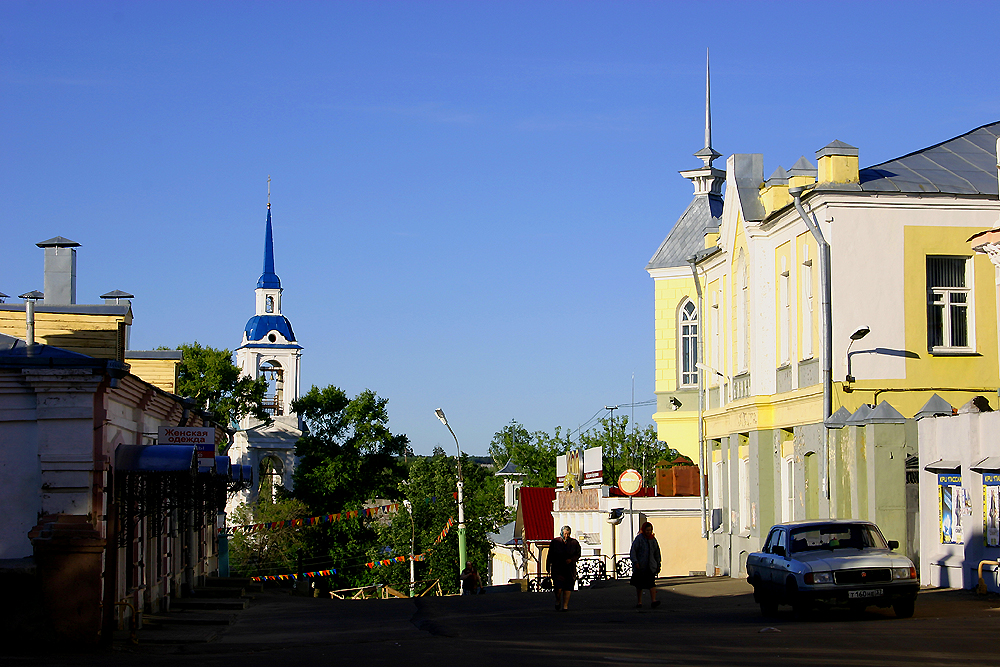
На вулицях міста

Точна дата заснування Кінешми невідома. Перші письмові згадки належать до 1429 року, коли її зруйнували татари.
У 1504 та 1539 роках Кінешма згадується як сільське поселення.
1616 року Кінешма стала повітовим центром.
1708 року Кінешма була приписана до Архангелогородської губернії, 1719 — до Ярославської провінції Санкт-Петербурзької губернії, з 1727 — у складі Московської губернії. 1777 року Кінешма отримала статус міста й повітового центру Костромської губернії.
1871 року в місті з'явилась залізниця, що поєднала Кінешму з Москвою.
30 березня 1967 року було розпочато будівництво заводу «Автоагрегат», який первинно був філією Московського заводу малолітражних автомобілів (МЗМА, надалі — АЗЛК). 1986 року було розпочато будівництво залізнично-автомобільного мосту через Волгу, який було завершено тільки 2003 і лише в автомобільному варіанті.

## Храми міста

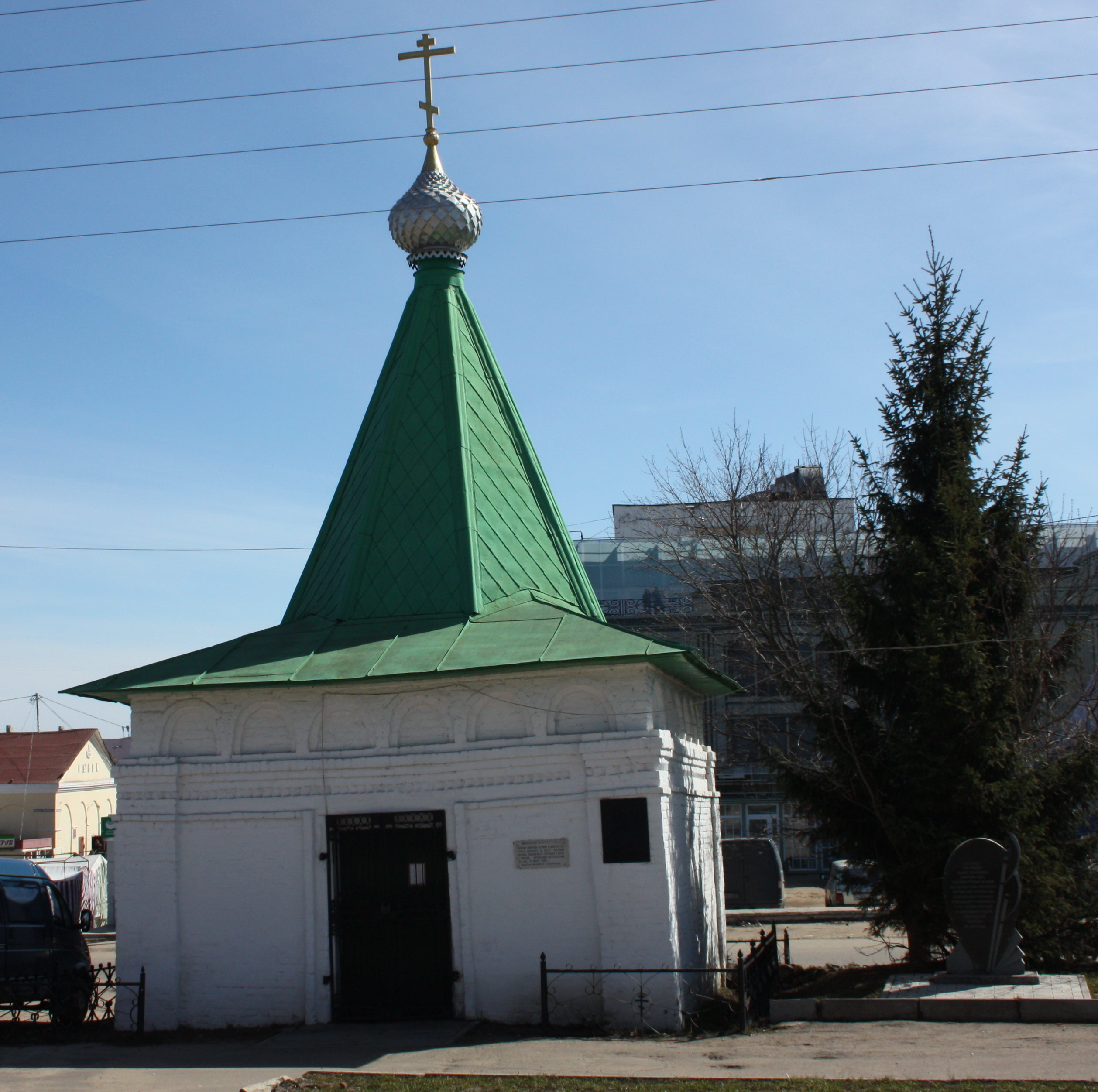
Хрестовоздвиженська каплиця
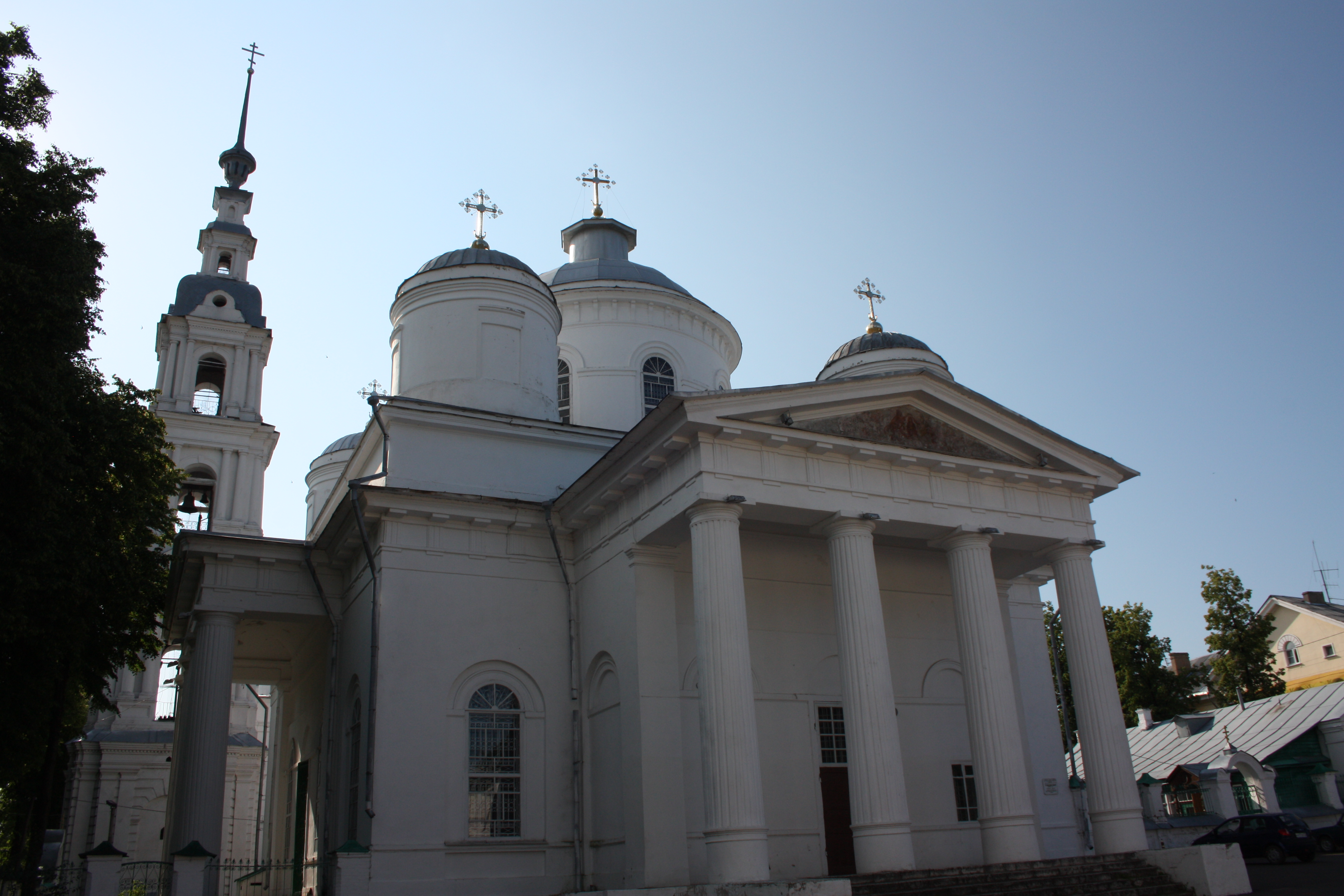
Троїцько-Успенський собор
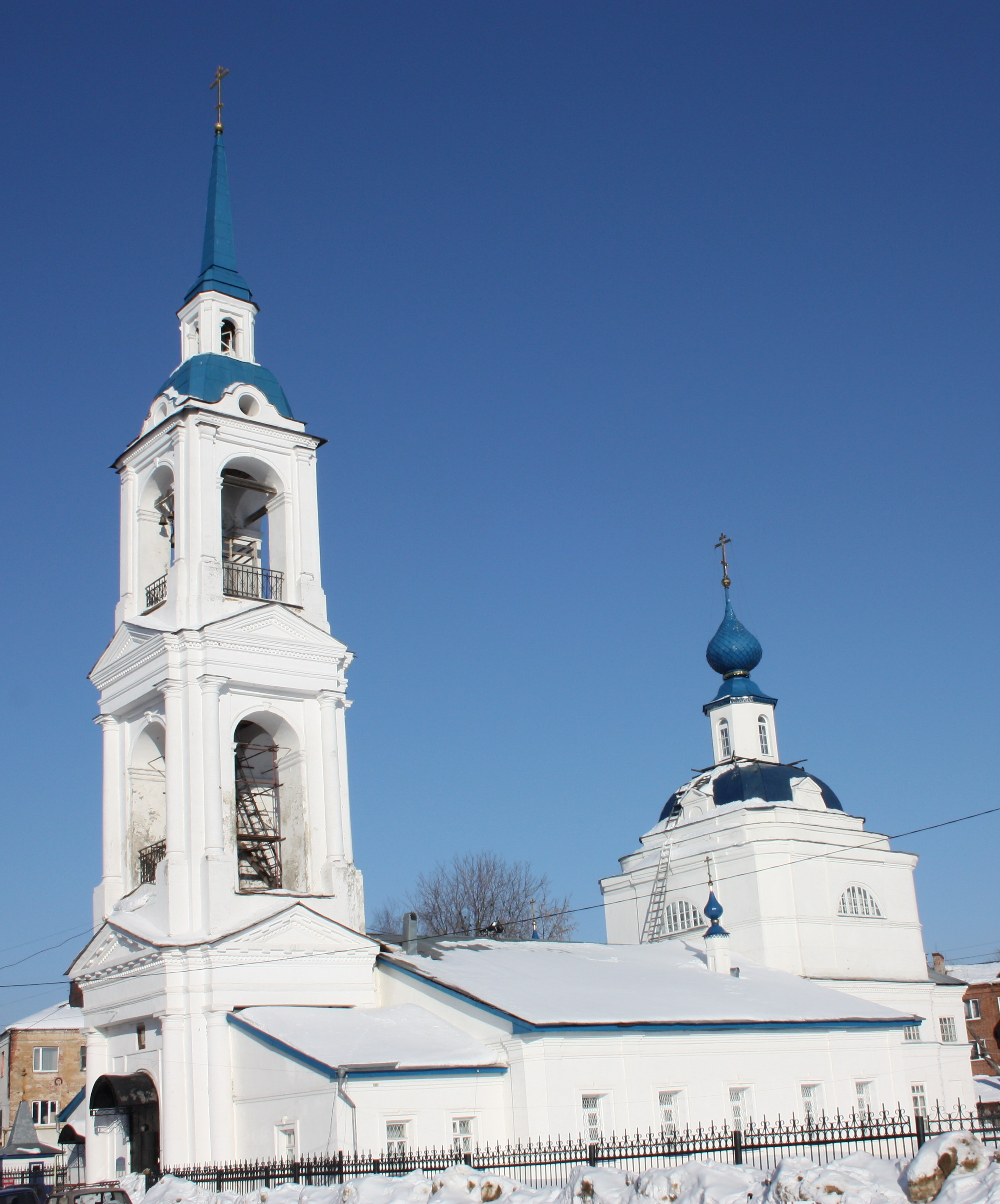
Храм Благовіщеня Пресвятої Богородиці
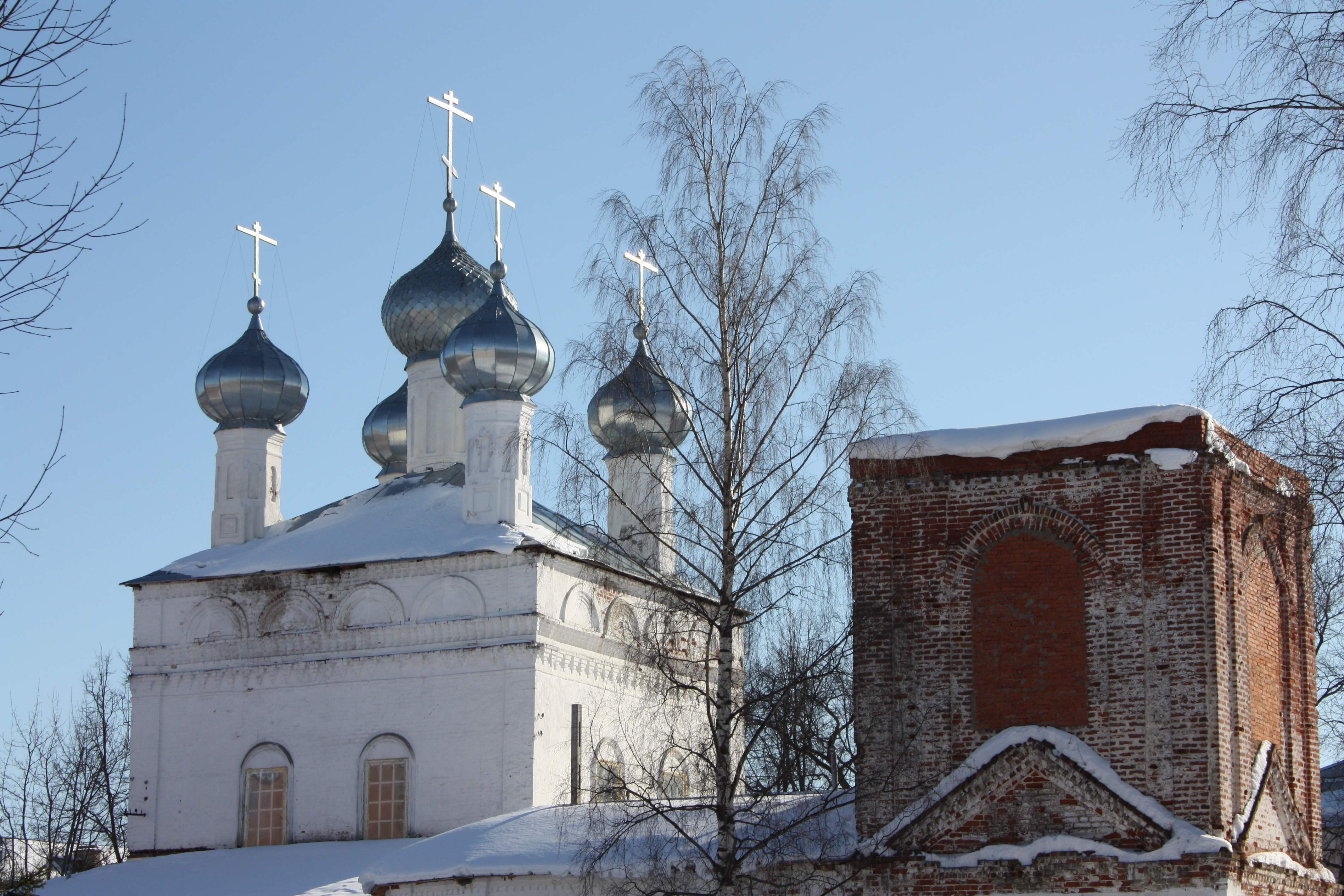
Храм Стрітення Господнього
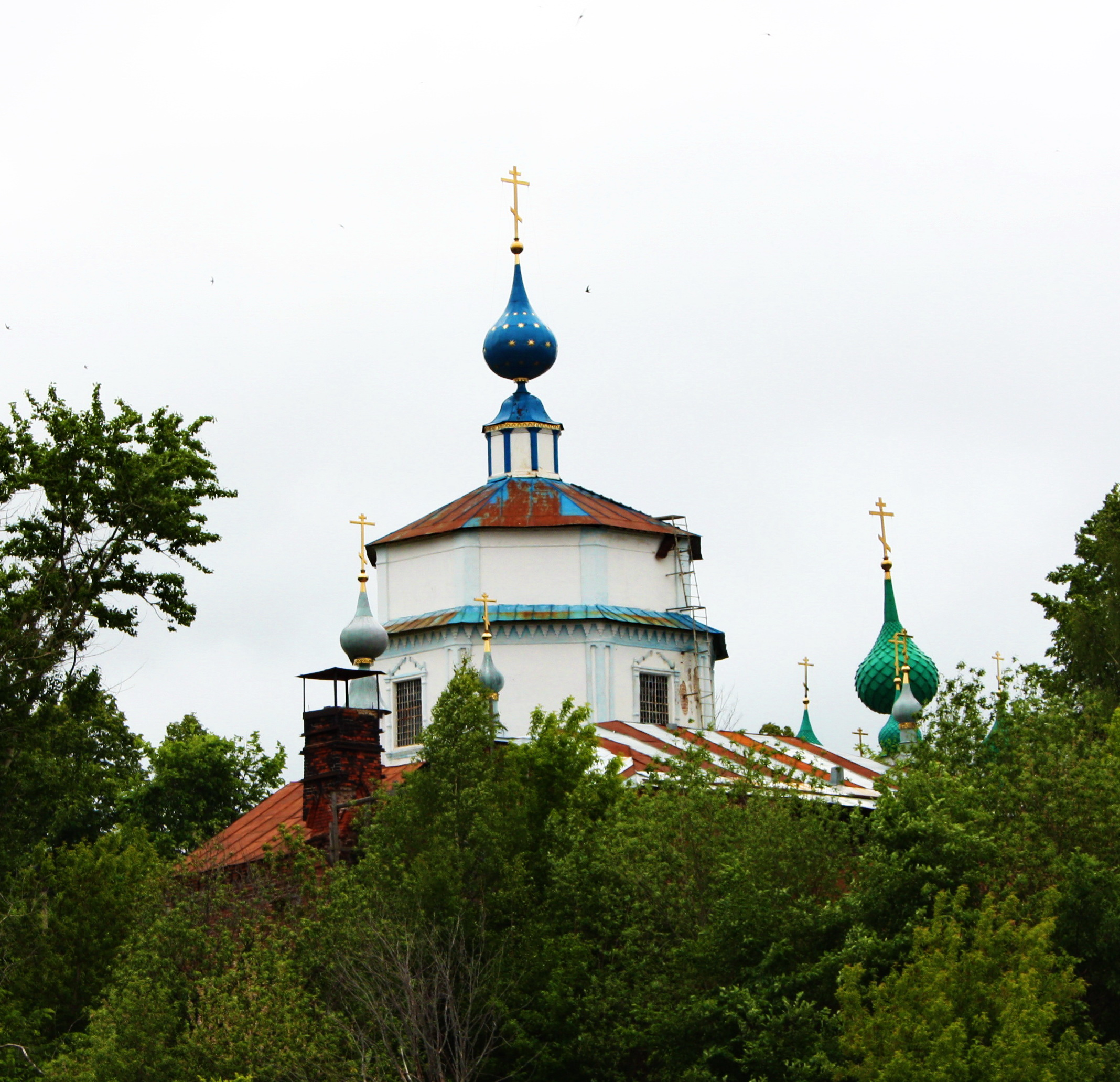
Храм Успіня Пресвятої Богородиці
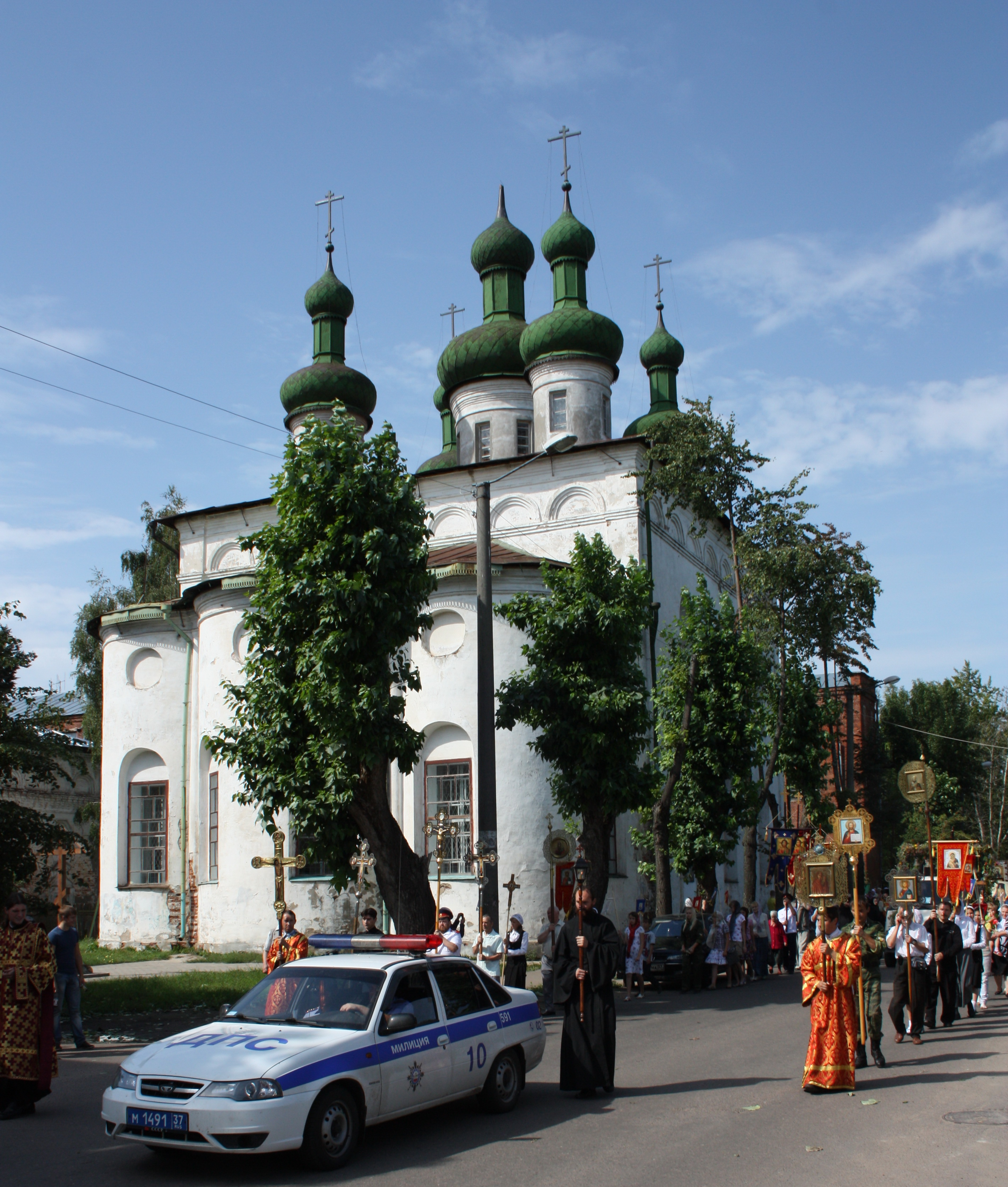
Храм Вознесіння Господнього
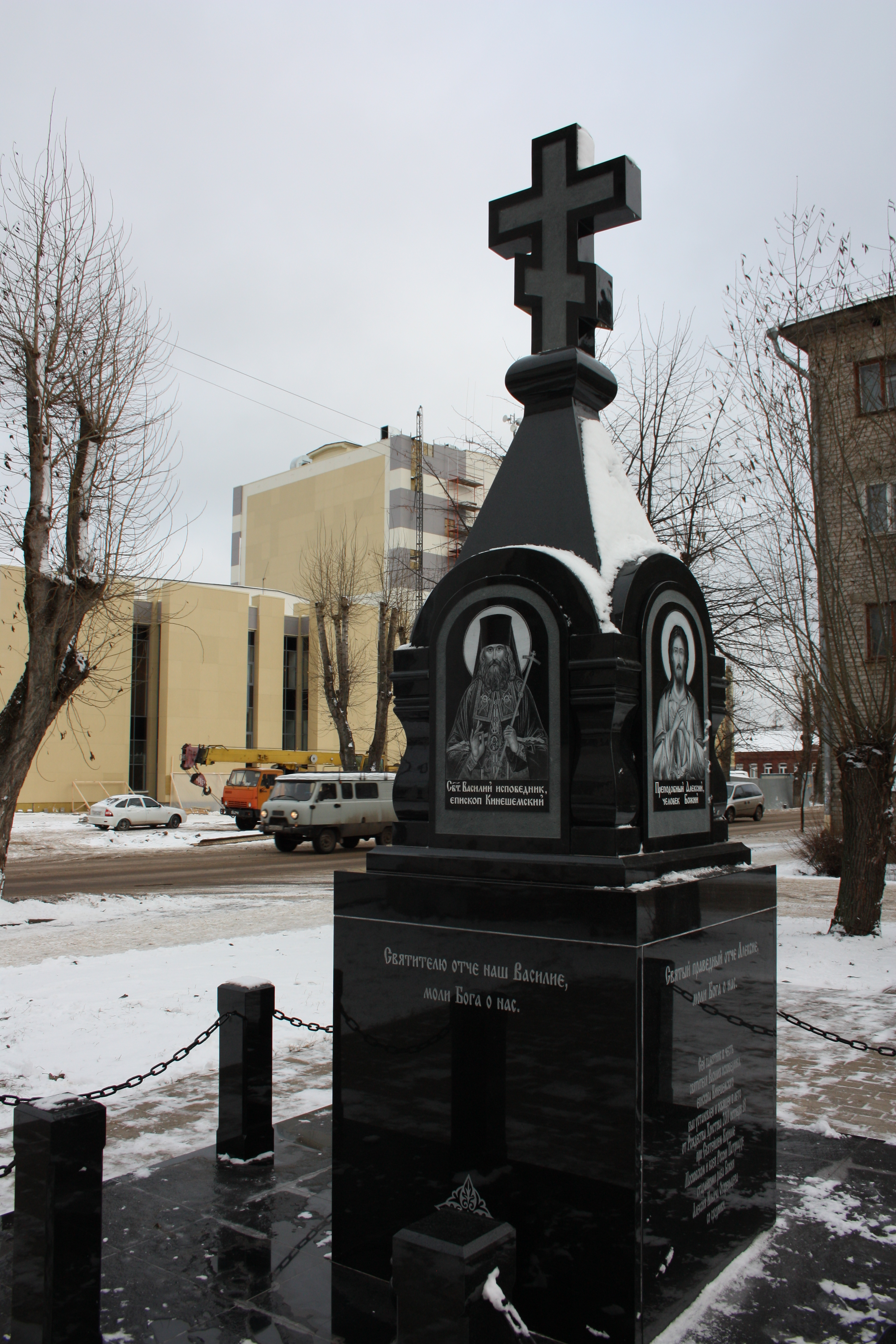
Каплиця Святителя Василя Кінешемського

## Відомі особи
- Ірина Акулова — радянська та російська акторка театру й кіно, заслужена артистка Росії, народилась у Кінешмі
- Сергій Баранов — повний кавалер ордена Слави, жив, працював і помер у Кінешмі
- Микола Бенардос — інженер, винахідник електричної дугової зварки; працював в околицях міста
- Олександр Бородін — російський композитор; часто бував у Кінешмі, у її околицях працював над оперою «Князь Ігор»
- Василь Кінешемський — єпископ кінешемський, вікарій Костромської єпархії, долучений до лику святих
- Сергій Клюгін — російський стрибун у висоту, олімпійський чемпіон, народився у Кінешмі
- Олексій Крутиков — радянський воєначальник, генерал-лейтенант; народився у Кінешмі
- Геннадій Лебедєв — Герой Радянського Союзу; народився й жив у місті
- Стрелков Володимир Дмитрович — Герой Радянського Союзу; народився, жив та помер у Кінешмі

## Міста-побратими
- Барановичі (Білорусь)
- Вантаа (Фінляндія)
- Гудаута (Грузія)[5]